# Establo Izutsu

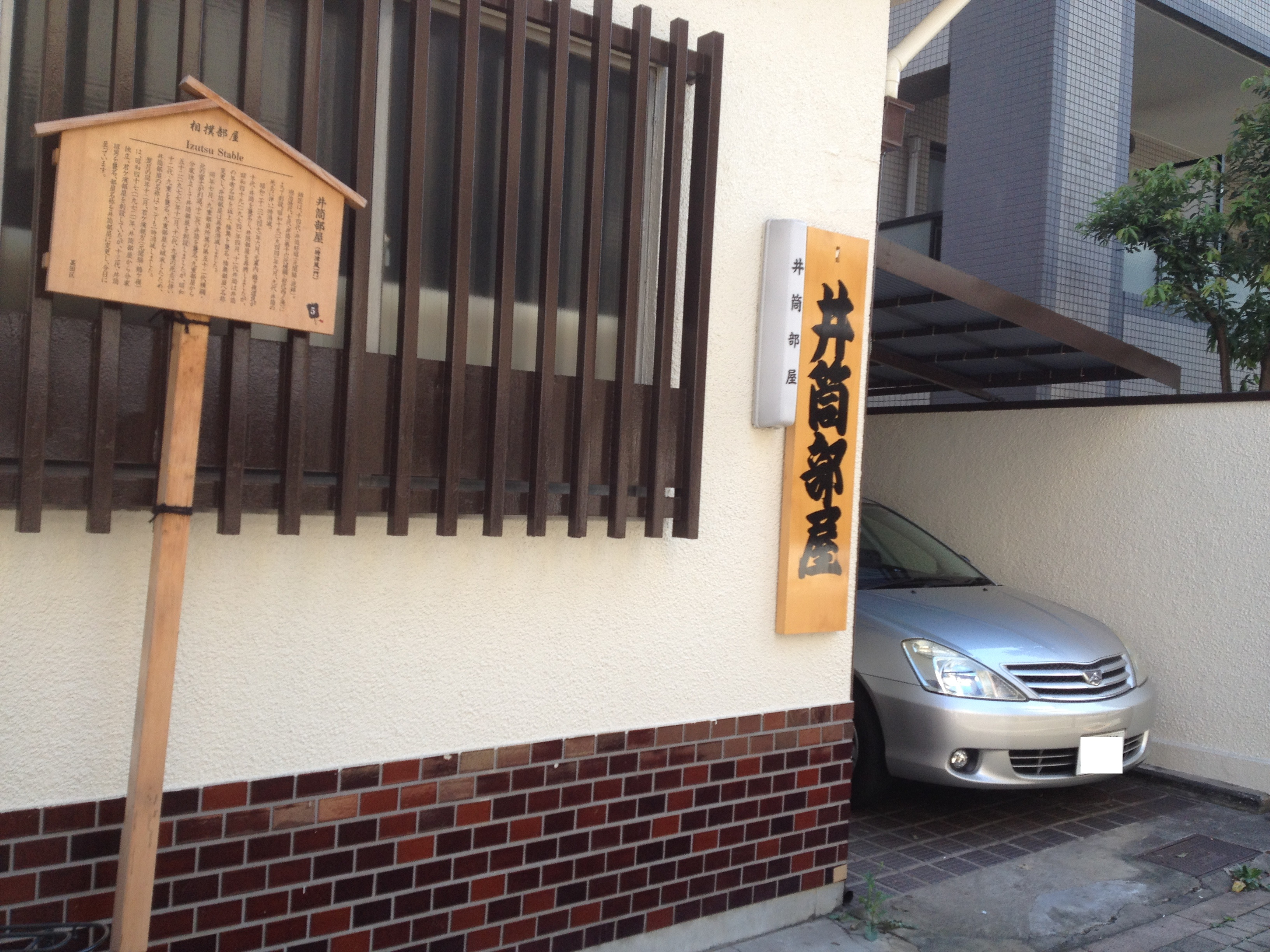
Fachada exterior del Establo Izutsu antes de su cierre (2014).

El Establo Izutsu (井筒部屋, Izutsu-beya) fue un establo de entrenamiento de sumo profesional. El establecimiento formó parte del ichimon Tokitsukaze. Su última generación existió desde 1972 hasta 2019.
El establo fue fundado en la era Meiji por el décimo sexto (16°) yokozuna Nishinoumi Kajirō I, el cual se convirtió en el séptimo (7°) maestro Izutsu tras su retiro. Este fue sucedido en su cargo por el vigésimo quinto (25°) yokozuna Nishinoumi Kajirō II, el cual lideró el establo desde 1909 hasta su fallecimiento en 1931. La última generación del establo Izutsu estuvo en manos de la misma familia, siendo fundado como el establo Kimigahama por su nieto político, Tsurugamine Akio, en 1972 y subsecuentemente renombrado como el establo Izutsu en 1977 después de que Tsurugamine adquiriese la posición Izutsu de manos del ex yokozuna Kitanofuji (el cual se convirtió en el maestro del establo Kokonoe). Tsurugamine Akio había intentado obtener la posición Izutsu de manos de la viuda de su antiguo maestro, el ex maegashira Tsurugamine Michiyoshi, el cual había liderado una generación distinta del establo desde 1947 hasta su muerte en mayo de 1972, sin embargo, nunca pudo llegar a un acuerdo con ella. Los tres hijos de Tsurugamine, Kakureizan[ja], Sakahoko y Terao, fueron todos miembros del establo, y Sakahoko y Terao emularon a su padre al haber alcanzado ambos el rango de sekiwake. Sakahoko sucedió a su padre y asumió el control del establo en 1994. El sobrino de Sakahoko, Fukuzono Yoichiro, perteneció al establo desde 1988 hasta 2007, alcanzando el rango de jūryō #9. Para 2019, el establo había declinado significativamente, pasando de tener 20 luchadores activos al momento que Sakahoko lo heredó, a tan solo 3 luchadores, con solo uno de ellos con estatus de sekitori, Kakuryū. Este último alcanzó el rango de yokozuna en marzo de 2014. En 2008, Sakahoko comentó que atraer a nuevos reclutas sea había vuelto muy difícil debido a que "hoy en día hay demasiados heya", sin embargo, también afirmó que como era el único maestro en su establo y su grupo de luchadores era pequeño, podía enforcarse en entrenar a cada uno con más atención.
Sakahoko falleció en septiembre de 2019 a los 58 años de edad. Los luchadores y el tokoyama del establo estuvieron temporalmente bajo el cuidado de Kagamiyama, uno de los directores de la Asociación Japonesa de Sumo y miembro cercano del ichimon Tokitsukaze, siendo luego transferidos al establo Michinoku, el cual estuvo liderado por el compañero de establo de Sakahoko, el ex ōzeki Kirishima, tras haberse independizado de Izutsu en 1974. Los trabajos de demolición de las instalaciones del establo Izutsu comenzaron el 4 de noviembre de 2020. El nombre de maestro Izutsu fue utilizado por el ex sekiwake Toyonoshima desde 2020 a 2023.

## Nombres de ring
La mayoría de los luchadores de este establo solían adoptar nombres de ring o shikona con el prefijo "Tsuru" o "Kaku" (鶴), significando grulla, y extraído del nombre del antiguo maestro y dueño del establo, el ex sekiwake Tsurugamine.

## Dueños
- 1994–2019: El décimo cuarto (14°) Izutsu (fuku-riji, ex sekiwake Sakahoko)
- 1977–1994: El décimo tercer (13°) Izutsu (ex sekiwake Tsurugamine Akio)
- 1974–1977: El décimo segundo (12°) Izutsu (ex yokozuna Kitanofuji)
- 1972–1974: El décimo primer (11°) Izutsu (ex maegashira Hoshikabuto Yoshio)
- 1947–1972: El décimo (10°) Izutsu (ex maegashira Tsurugamine Michiyoshi)
- 1931–1944: El noveno (9°) Izutsu (ex maegashira Hoshikabuto Saneyoshi)
- 1909–1931: El octavo (8°) Izutsu (ex yokozuna Nishinoumi Kajirō II)

## Exmiembros destacados
- Nishinoumi Kajirō II (el vigésimo quinto (25°) yokozuna)
- Nishinoumi Kajirō III (el trigésimo (30°) yokozuna)
- Kakuryū Rikisaburō (el septuagésimo primer (71°) yokozuna)
- Toyokuni Fukuma (ex ōzeki)
- Kirishima Kazuhiro (ex ōzeki)
- Komagatake Kuniriki (ex ōzeki)
- Terao Tsunefumi (ex sekiwake)
- El trigésimo sexto (36°) Kimura Shōnosuke (de nombre real: Toshihiro Yamazaki – ex tate-gyōji)

## Tokoyama
- Tokotsuru (tokoyama de primera clase)

## Ubicación y acceso
Ryōgoku 2-2-7, barrio especial de Sumida, Tokio. A 8 minutos caminando desde la estación Ryōgoku (Línea Sōbu)